# 石田磊 (商工官僚)
石田 磊（いしだ らい、明治36年（1903年）9月8日 - 昭和62年（1987年））は、日本の商工官僚・実業家。通産省鉱山局長。

## 経歴
鳥取県米子市明治町出身。石田悦の長男。
大正14年（1925年）、文官高等試験行政科に合格。昭和2年（1927年）東京商科大学（現一橋大学）卒。商工省に入省。
昭和15年（1940年）博覧会主任官として渡米、昭和16年（1941年）より満州国政府招聘、昭和20年（1945年）商工省復帰、鉱山局長、大阪商工局長を歴任。
昭和24年（1949年）退官、同年平仙レース（株）顧問、大日実業（株）取締役、昭和28年（1953年）カナダ国トロント市国際見本市に参加、欧米各国を歴訪した。

## 人物像
趣味は囲碁・ゴルフ。宗教は浄土宗。鳥取県在籍。

## 家族・親族

### 石田家
（鳥取県米子市糀町・米子市明治町、東京市世田谷区玉川奥澤）
- 父・悦[2]（運送倉庫業石田運送店店主[4]）
- 妻・ひろ[2] - 明治41年（1908年）2月生[2]
- 男[2]
- 長女[2]
- 二女[2]

### 親戚
- 石田章之進（石田運送（名）代表社員[5]・運送並倉庫業[5]、政治家）
- 石田哲一（裁判官） - 日本で最初のプライバシー侵害裁判（被告三島由紀夫）の裁判長。
- 田村茂三郎（群馬県多額納税者、温泉旅館業）
- 等松農夫蔵（公認会計士）
- 吉岡幸雄（実業家）